# 세계 춤의 날

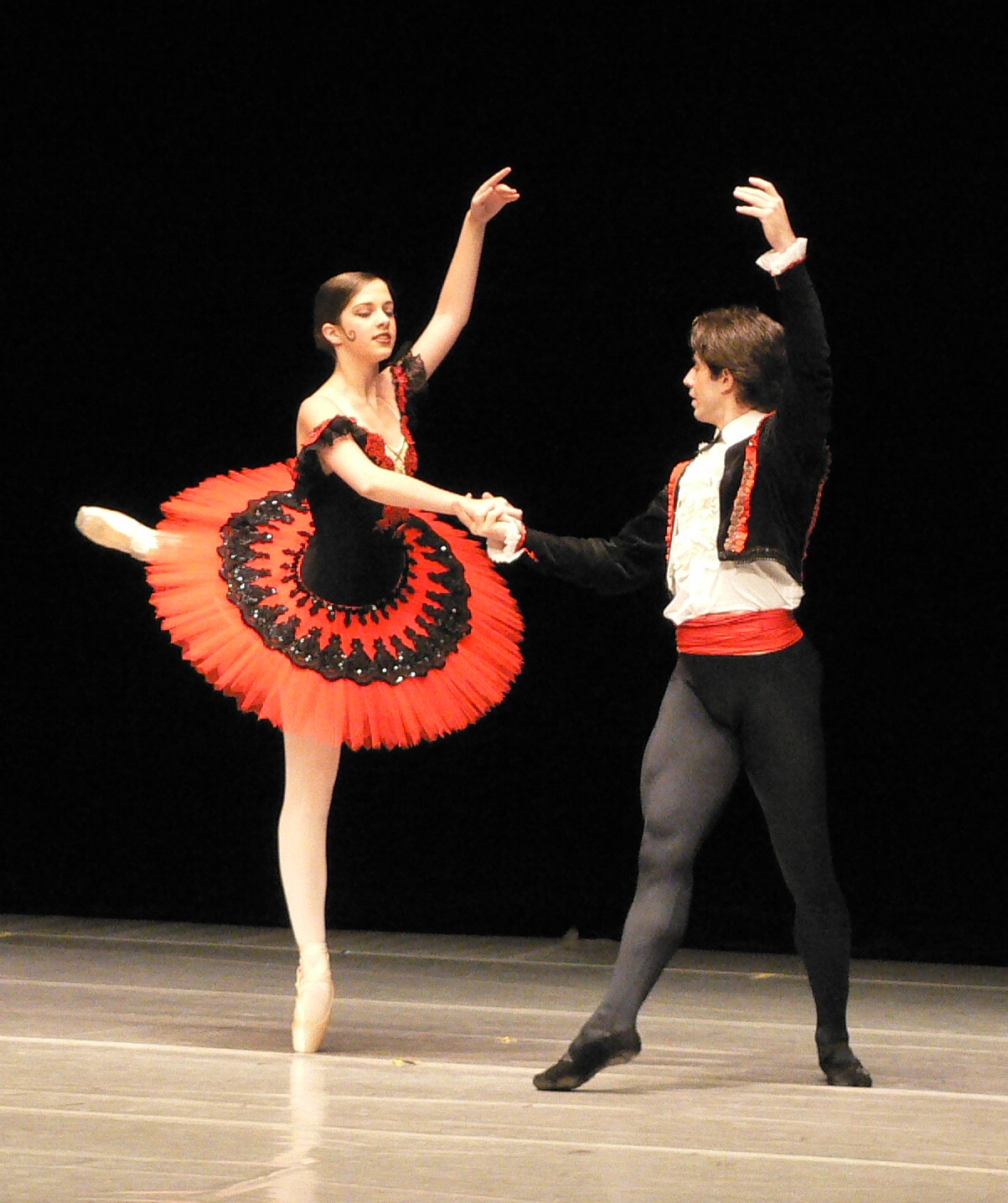

세계 춤의 날 ( 世界 춤의 날 , International Dance Day ) 은 유네스코가 1982년에 지정한 국제 기념일이다. 날짜는 4월 29일이다.